# Roure (Torí)
Roure (italià Roure, piemontès Rore) és un municipi italià, situat a la ciutat metropolitana de Torí, a la regió del Piemont. L'any 2007 tenia 966 habitants. Està situat a la Vall Chisone, una de les Valls Occitanes. Forma part de la Comunitat Muntanyenca Vall Chisone i Vall Germanasca. Limita amb els municipis de Bussoleno, Coazze, Finistrèlas, Massello, Mattie, Peirosa, Perrero i San Giorio di Susa.

## Administració
| Període | Identitat | Partit        |
| ------- | --------- | ------------- |
| 2004-   | Rino Tron | Llista cívica |